# Andrés Trapiello
Andrés García Trapiello (Manzaneda de Torío, Garrafe de Torío (Lleó), 10 de juny de 1953) és un escriptor espanyol, poeta (Premi de la crítica de poesia castellana 1993), autor de Salón de pasos perdidos (17 volums fins avui d'una novel·la en marxa considerada per la crítica com un dels grans projectes literaris actuals), novel·lista (Premi Nadal 2003) i assagista (especialment amb Las armas y las letras. Literatura y guerra civil). Des de 1975 viu a Madrid.
García Trapiello s'ha posicionat contra el procés d'independència de Catalunya, tot signant diversos manifestos unionistes i intervenint en concentracions espanyolistes.

## Obres

### Poesia
- Junto al agua (1980)
- Las tradiciones (1982)
- La vida fácil (1985)
- El mismo libro (1989)
- Las tradiciones (1992, recopilació de tota la seva obra poètica fins al moment)
- Acaso una verdad (1993, Premi de la Crítica)
- Poemas escogidos (1998, 2.ª ed. corregida, 2001)
- Rama desnuda (1993-2001) (2001)
- Un sueño en otro (2004)
- El volador de cometas (Antologia) (2006)
- Segunda oscuridad (2012)

### Novel·les i relats
- La tinta simpática (1988)
- El buque fantasma (1992)
- La malandanza (1996)
- Días y noches (2000)
- La noche de los cuatro caminos. Una historia del Maquis. Madrid, 1945 (2001)
- Los amigos del crimen perfecto (2003, Premi Nadal. Premi a la millor novel·la extranjera, Pekin 2005)
- Al morir don Quijote (2004, Premi Fundación Juan Manuel Lara a la millor novel·la, 2005. Prix Européen Madeleine Zepter a la millor novel·la estranjera, 2005)
- La seda rota (2006) (amb fotografies de Juan Manuel Castro Prieto)
- Los confines (2009)
- Ayer no más, Destino, 2012

### Diaris
S'han editat 18 toms de la seva col·lecció de diaris Salón de pasos perdidos a l'editorial Pre-Textos. El 1999 va aparèixer Capricho extremeño, una antologia dels seus Diaris amb centre temàtic al camp d'Extremadura. El 2011 s'ha publicat una edició revisada.
1. El gato encerrado (1990)
2. Locuras sin fundamento (1993)
3. El tejado de vidrio (1994)
4. Las nubes por dentro (1995)
5. Los caballeros del punto fijo (1996)
6. Las cosas más extrañas (1997)
7. Una caña que piensa (1998)
8. Los hemisferios de Magdeburgo (1999)
9. Do fuir (2000)
10. Las inclemencias del tiempo (2001)
11. El fanal hialino (2002)
12. Siete moderno (2003)
13. El jardín de la pólvora (2005)
14. La cosa en sí (2006)
15. La manía (2008)
16. Troppo vero (2009)
17. Apenas sensitivo (2011)
18. Miseria y compañía (2013)

### Articles
La col·lecció Los desvanes reuneix els seus articles periodístics i altres col·laboracions:
- Mil de mil (1985 - 1995), 1995
- Todo es menos (1985 - 1997), 1997
- El azul relativo (1997), 1999
- La brevedad de los días (1998), 2000
- Tururú... y otras porfías (1999), 2001
- Sí y no (2000), 2002
- Mar sin orilla (1997 -2001), 2002
- Contra toda evidencia (2001), 2004
- Ya somos dos (2002), 2004
- Naranjas de la mar (2003), 2007
- Más o menos (2004), 2007
- Ni tuyo ni mío (2005), 2009
- Los baluartes (2006), 2009

### Assaig
- Las vidas de Miguel de Cervantes, 1993.
- Las armas y las letras. Literatura y guerra civil (1936-1939), 1994.
- Clásicos de traje gris, 1997.
- Los nietos del Cid. La nueva edad de oro (1898-1914), 1997.
- Sólo eran sombras, 1997.
- Viajeros y estables, 1998.
- El escritor de diarios, 1998.
- Los caminos de vuelta, 2000.
- El arca de las palabras, 2004.
- ...y Cervantes, 2005.
- Imprenta moderna, 2006.
- Las armas y las letras. Literatura y guerra civil (1936-1939). Nueva edición revisada y aumentada, 2010.
- Los vagamundos, 2011.

### Selecció d'antologies i llibres col·lectius
- José Luis García Martín, La generación de los 80. 1988
- José Enrique Martínez, Antología de poesía española (1975-1995)
- Miguel García-Posada, La nueva poesía (1975-1992), 1996
- Germán Yanke, Los poetas tranquilos, 1998
- El último tercio del siglo (1968-1998) Antología consultada de la poesía española, 1998
- Eligio Rabanera, El sindicato del crimen, 1994
- Juliana Chaverrías Álvarez y Marcelino Jiménez León, 18 poetas españoles del	milenio, 2000
- Juan Cano Ballesta, Poesía española reciente (1980-2000), 2001
- José Pérez Olivares, El hacha y la rosa (tres décadas de poesía española), 2001
- Jesús Munárriz, Un siglo de sonetos en español, 2000.
- VVAA, Madrid once de marzo, 2004
- Poésie espagnole contemponraine, 2006
- Antonio Manilla y Román Piña, La casa del poeta, 2007
- Marta Sanz Pastor, Metalingüísticos y sentimentales. Antología de la poesía española (1966-2000), 2007.
- Luis Alberto de Cuenca, Diez poetas de los ochenta, 2007.
- Emilio Coco, Poeti spagnoli contemporanei. 2008
- Francisco Rico, Mil años de poesía española, 2009
- Francisco Gutiérrez Carbajo / José Luis Marín Nogales,  Artículos literarios en la prensa (1975-2005), 2007
- Juan Manuel Bonet, Visiones de Madrid, 1991
- VVAA,Crónica de la Guerra Civil española, 1996
- VVAA, Aquel verano, aquel amor. 33 escritores confiesan un amor de verano,1997
- VVAA, Gentes del 98,1998
- VVAA,Con otra mirada, una visión de la enfermedad desde la literatura y el humanismo, 2001
- VVAA, Nosotros los solitarios, Editorial Pre-Textos, 2001
- Manuel Hidalgo, Fobias', 2002
- VVAA Antología del Relato Español. Prólogo de Luis Alberto de Cuenca, 2006.
- Manuel Hidalgo y Amparo Serrano de Haro, Otro final, 2009.
- Ignacio Martínez de Pisón, Partes de Guerra, 2009
- Javier Muguerza i Yolanda Ruano de la Fuente, Occidente Razón y Mal, 2008
- VVAA, Miradas sobre Extremadura, 2008
- VVAA Chaves Nogales, 2012

### Edició
Ha preparat edicions de Miguel de Unamuno, Juan Ramón Jiménez, José Bergamín, Manuel Machado, Ramon Gaya, Ramón Gómez de la Serna, Rafael Sánchez Maces o José Gutiérrez Solana, entre d'altres.
Va dirigir l'editorial Trieste amb Valentí Zapatero, i en l'actualitat dirigeix la col·lecció La Veleta, de l'editorial Comares, Granada.
El 2015 va publicar una versió en castellà actual de Don Quijote de la Mancha.

## Premis i reconeixements
- Premi Internacional de novel·la Plaza & Janés, 1992, per El buque fantasma
- Premi de la Crítica de poesia castellana 1993 per Acaso una verdad
- Premi Joan de Borbó 1995 per Las armas y las letras. Literatura y guerra civil 1936-1939
- Premi de les Lletres de la Comunitat de Madrid, 2002
- Premi Nadal 2003
- Premi Fundació José Manuel Lara 2005
- Premio Nacional de Periodismo Miguel Delibes 2005
- Premi Julio Camba 2007
- Premi Francisco Valdés 2009
- Premi Castella i Lleó de les Lletres 2010